# Lancetti
Lancetti is een station in de Italiaanse stad Milaan aan de Passante Ferroviario dat wordt bediend door verschillende lijnen van de ferrovie suburbane.

## Geschiedenis
Vlak voor de Eerste Wereldoorlog werd een plan ontwikkeld om de spoorlijnen rond Milaan te herstructureren om de vervoerscapaciteit te vergroten. Onderdeel van het plan was het goederenstation Farini aan de spoorlijn naar Turijn en de Simplon. Voor het personenvervoer werd tussen 1914 en 1931 een ringlijn buiten de toenmalige bebouwing gelegd en werd een kopstation, Milano Centrale, gebouwd ten noorden van de binnenstad. Dit ringlijnconcept met kopstations bleek na de Tweede Wereldoorlog een groeiende hindernis voor het voorstadsverkeer. In 1983 volgde het besluit om de Passante Ferroviario aan te leggen die ongeveer het tracé van de vroegere spoorlijn door de stad volgt. Hiermee zouden forensen zonder overstap de binnenstad kunnen bereiken. Onder de inmiddels in onbruik geraakte opstelsporen van Farini werd het westelijkste station van de passante, Lancetti, gebouwd dat samen met het eerste deel van de passante op 21 december 1997 werd geopend. 

## Ligging en inrichting
Het viersporige ondiep gelegen zuilenstation is gebouwd met de openbouwput methode. De ingang voor reizigers ligt aan de Via Maloia aan de noordrand van het opstelterrein. Via een ondergrondse verdeelhal zijn de twee eilandperrons, die als richtingsperron fungeren, bereikbaar met trappen, roltrappen en liften. Ten oosten van de perrons vloeien de vier sporen samen in een dubbelsporige tunnel onder het emplacement van Station Milano Porta Garibaldi op weg naar het centrum. Aan de westkant ligt per richting een kruiswissel en iets verder kruisen de binnenste sporen elkaar ongelijkvloers. Hierdoor kan vanaf/naar elk spoor de gewenste toerit worden gekozen. De noordelijke toerit leidt naar Bovisa Politecnico en biedt daarme de Ferrovie Nord Milano aansluiting op de passante. De westelijke toerit, die op 30 mei 1999 werd geopend, leidt naar Villapizzone waarmee ook de Ferrovie dello Stato Italiane aan de westkant met de passante werd verbonden.   

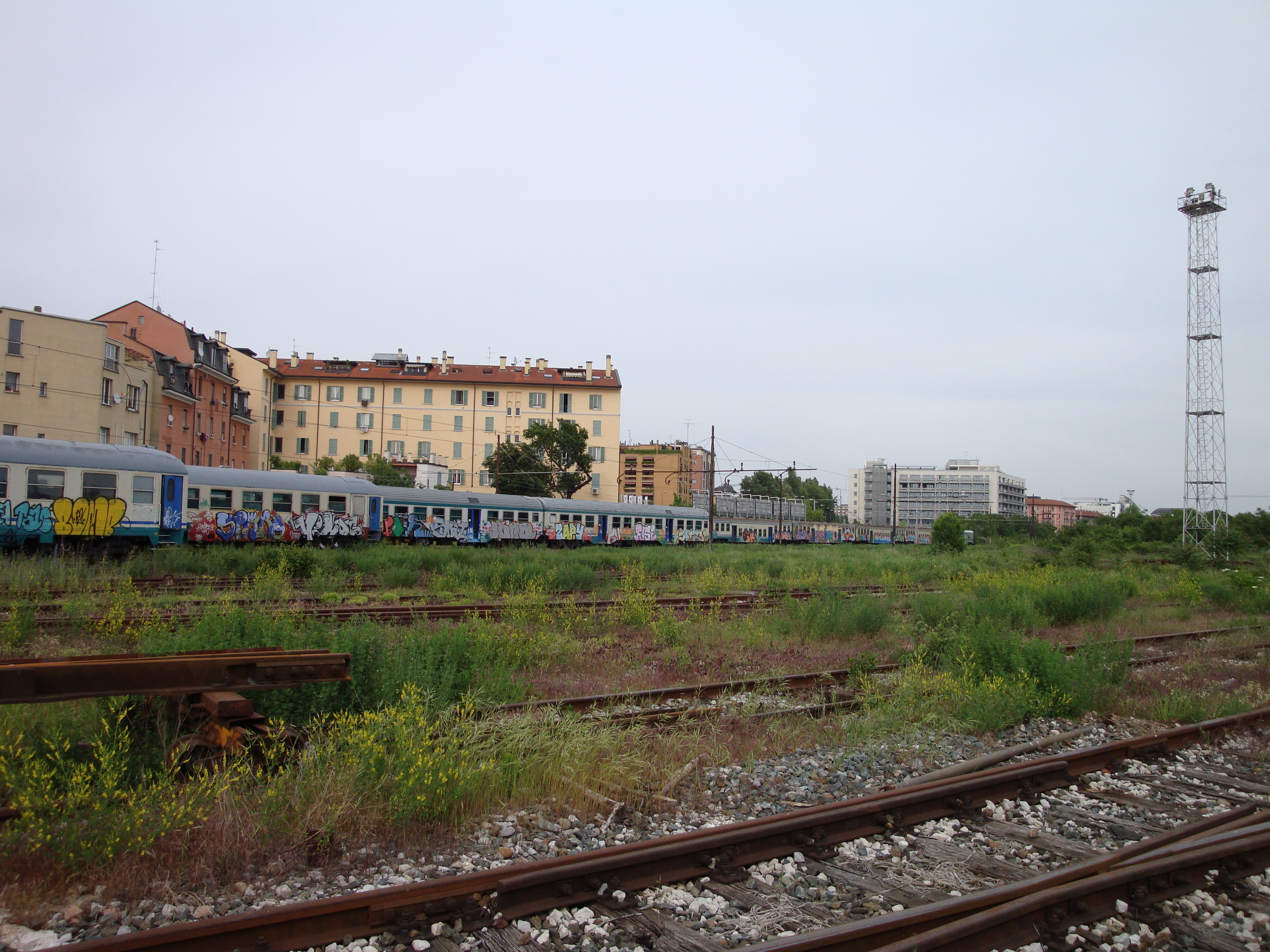
Het opstelterrein Farini in 2010
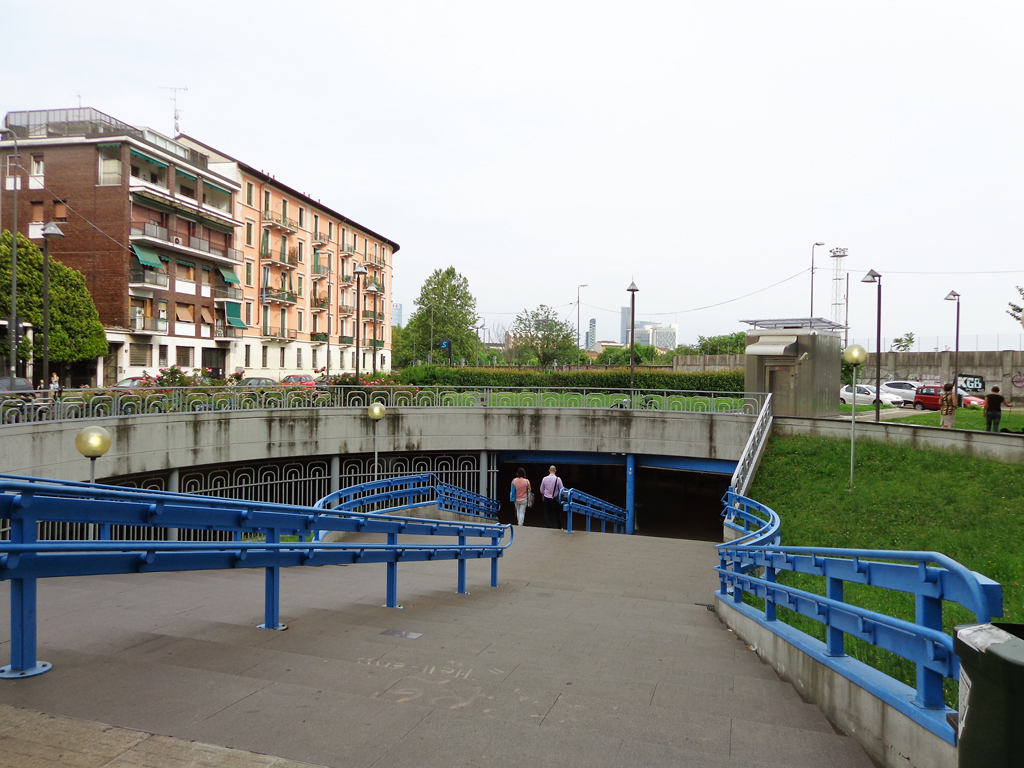
De ingang aan de Via Maloia
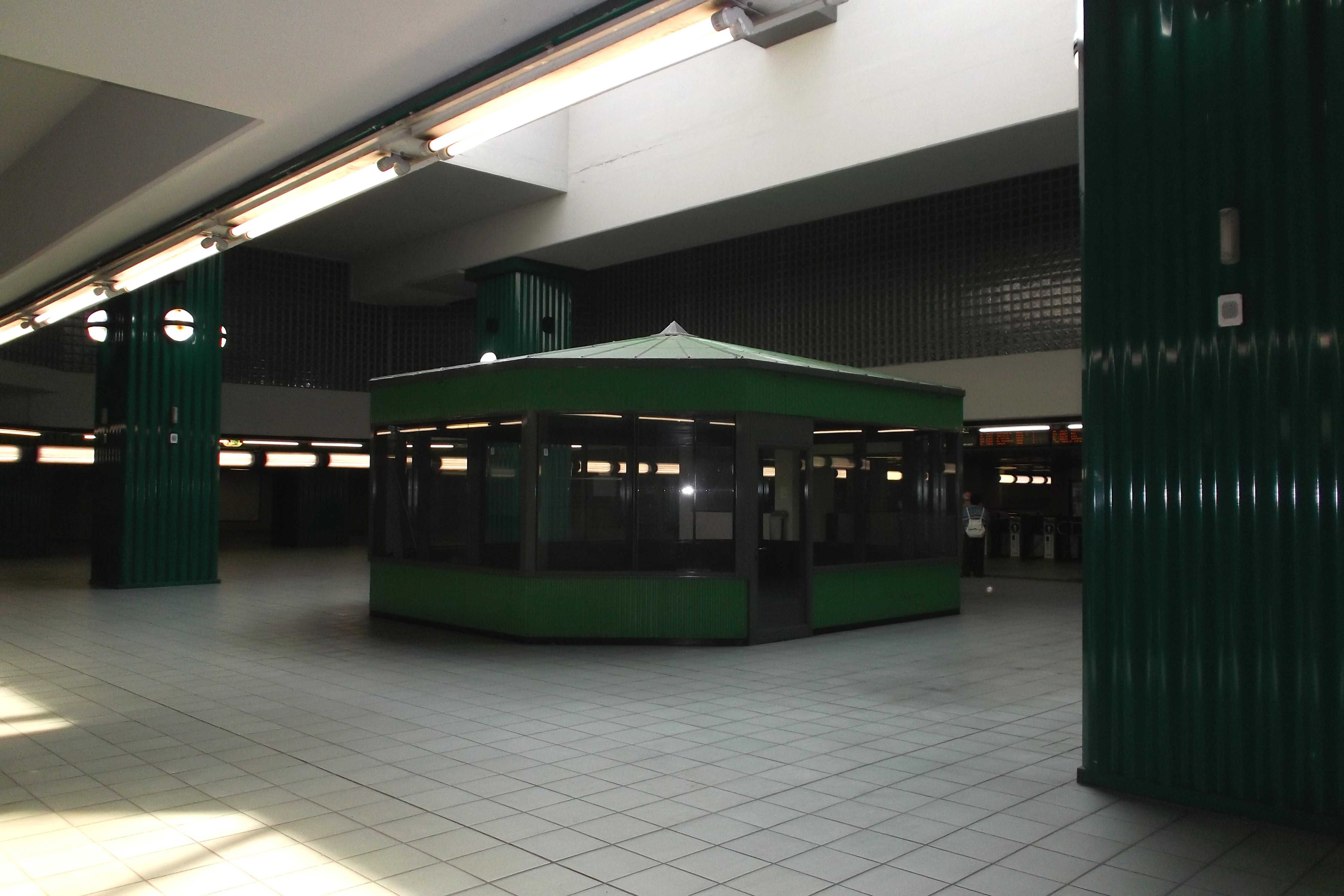
De verdeelhal